# مصطفى الثاني

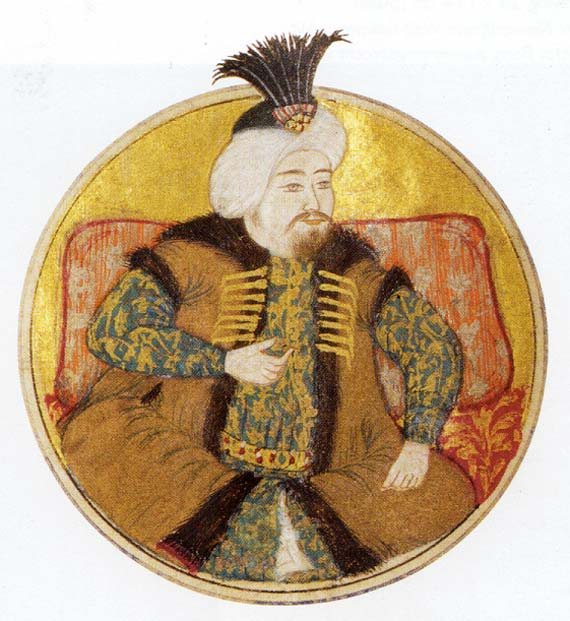
مصطفى الثاني

السلطان مصطفى الثاني بن محمد الرابع بن إبراهيم الأول بن أحمد الأول بن محمد الثالث بن مراد الثالث بن سليم الثاني بن سليمان القانوني بن سليم الأول بن بايزيد الثاني بن محمد الفاتح بن مراد الثاني بن محمد الأول جلبي بن بايزيد الأول بن مراد الأول بن أورخان غازي بن عثمان بن أرطغرل.
(1106 هـ -1115 هـ / 6 فبراير1664م - 28 ديسمبر 1703م) السلطان العثماني الثالث والعشرين، عاش بين عامي 1664 و1704 م، كان خطاطًا موهوبًا. تولى الحكم بعد وفاة عمه أحمد الثاني عام 1106 هـ وخلفه أخوه أحمد الثالث.
وأعمامه: سليمان الثاني وأحمد الثاني، وأخوه: أحمد الثالث، وهو عم: عبد الحميد الأول ومصطفى الثالث، وأولاده: محمود الأول وعثمان الثالث.

## أسرته

### زوجاته
- عليجناب قادين - Alicenab Kadın
- صالحة سلطان - Saliha Sultan
- شاه سوار - Şehsuvar Sultan
- عفيفة قادين - Afife Kadın
- باهتيار قادين - Bahtiyar Kadın
- إيفاز قادين - Ivaz Kadın
- فلانة قادين - Fülane Kadın

### أبناؤه
- السلطان محمود الأول - 1696-1754
- الأمير سليمان (ابن مصطفى الثاني) - 1697-1697
- الأمير محمد (ابن مصطفى الثاني) - 1698-1703
- السلطان عثمان الثالث - 1699-1757
- الأمير حسن (ابن مصطفى الثاني) - 1699-1733
- الأمير حسين (ابن مصطفى الثاني) - 1699-1700
- الأمير سليم (ابن مصطفى الثاني) - 1700-1701
- الأمير أحمد (ابن مصطفى الثاني) - 1703-1703

### بناته
- عايشة سلطان - Ayşe Sultan 1696-1752
- أمينة سلطان - Emine Sultan 1696-1739
- صفية سلطان - Safiye Sultan 1696-1778
- رقية سلطان - Rukiye Sultan 1697-1698
- خديجة سلطان - Hatice Sultan1698
- فاطمة سلطان - Fatma Sultan 1699-1700
- اسمهان سلطان - Ismihan Sultan 1700-1700
- أم كولسوم سلطان - Ümmügülsüm Sultan1700-1701
- زينب سلطان - Zeyneb Sultan 1700-1705
- أمة الله سلطان - Emetullah Sultan 1701-1727

## التفوق العسكري على روسيا وبولونيا
كان الخليفة الجديد متصفا بالشجاعة والإقدام فأعلن بعد ثلاثة أيام فقط من توليه العرش العثماني رغبته بقيادة الجيوش بنفسه، وكان هذا العمل الحميد كثيرا ما يؤتي ثماره في العساكر العثمانية ويرفع من انضباطها ويسهل ترويضها، فاستعان بجيوش القوقاز (الشركس) لمحاربة مملكة بولونيا (بولندا) وانتصر عليها في عدة معارك حتى توقف عند حصن لمبرج المنيع وتجمد تقدم العثمانيين في تلك المنطقة، كما وجه قوته لإنهاء الحصار المضروب على مدينة آزوف من قبل بطرس الأكبر قيصر روسيا وكان القيصر الروسي يأمل أن يحصل على موطئ قدم أو منفذ إلى البحر الأسود ومنه إلى البحر المتوسط حيث المياه الدافئة.

## احتدام الصراع العسكري مع أوروبا
تدفقت الجيوش النمساوية والعثمانية إلى بلاد المجر ورومانيا، وهناك دار الصراع على أشده بين العدوين واستفاد العثمانيون من انشغال إمبراطورية النمسا بحرب مع فرنسا، فافتتح المسلمون حصن لبا وانتصر مصطفى الثاني على الجنرال فتراني وأسره في معركة لوجوس، فيما استطاعت الجيوش النمساوية إحراز الفوز في معركة بقرب بلغراد لكنه كان فوزا غير حاسما لم يوقف التقدم العثماني الذي واصل زحفه ليحقق نصرا آخر على حاكم ولاية الساكسون الذي قاد الجيوش النمساوية في موقعة أولاش.
تولى الأمير أوجين السافوياني قيادة الجيوش النمساوية في هذه المرحلة فدأب يخطط ويجتهد لإيقاف سلسلة الانتصارات المجيدة التي جانبت الخليفة مصطفى الثاني، فارتأى أن لا يواجه العثمانيين مباشرة وأخذ يناور بجيوشه ويبتعد عن ملاقاة الانكشارية. وسقط في يده أسيراً أحد الباشوات العثمانيين الذي أخبره عن خط سير الجيش العثماني. فظفر أوجين بالجيش العثماني وهو يعبر نهر تيسا في بلاد المجر (هنغاريا)، فباغتهم وهم غير مستعدين لحماية مواقعهم، حيث أمر بهجوم سريع بتشكيل اتخذ شكل نصف قمر، فقتل الكثير من المسلمين ومات أكثرهم غرقا وقتل الصدر الأعظم محمد باشا على يد الانكشارية الكارهين له، ولولا تمركز الخليفة مصطفى الثاني على الضفة الأخرى أثناء العبور لسقط أسيرا في أيدي النمساويين، عرفت هذه المعركة بمعركة زينتا نسبة لبلدة صغيرة في يوغوسلافيا سابقا، وترتب على هذه المعركة احتلال البوسنة من قبل جيش امبراطور النمسا، وأصبح أوجين السافوياني بطلا في أوروبا، كما استغل الروس الفرصة فاحتلوا ميناء آزوف.

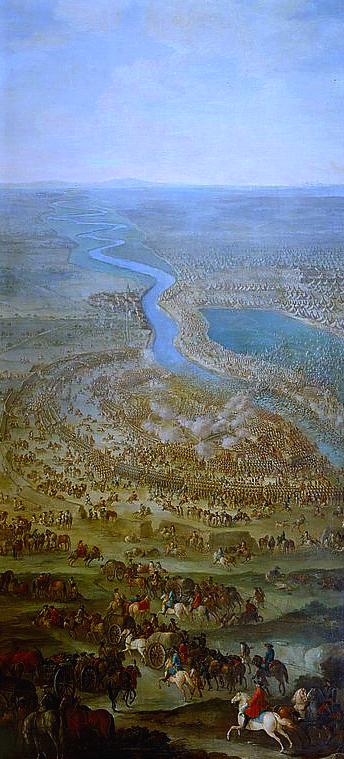
معركة زينتا بريشة جواكيه باروسل

تم تعيين حسين باشا كوبريللي صدرا أعظم وكان كمن سلفه من عائلة كوبريلي الشهيرة فأعاد تنظيم قواته وأجبر الأمير أوجين السافوياني على التقهقر وإخلاء البوسنة لمصلحة العثمانيين كما انتصرت البحرية العثمانية مرتين على جمهورية البندقية.
عقدت معاهدة بين الدولة العثمانية والنمسا والبندقية وروسيا وبولونيا بجهود ملك فرنسا لويس الرابع عشر وذلك عام 1110 هـ وتسمت بمعاهدة كارلوفجة فقدت من خلالها الدولة العديد من المدن لصالح الدول الأخرى حيث سلمت بلاد المجر وإقليم ترانسيلفانيا للنمسا وتنازلت الخلافة عن ميناء آزوف لروسيا وأعطيت البندقية دلماسيا (تقع في كرواتيا) وجزءا من بلاد اليونان، كما أعيد إقليم بودوليا إلى بولونيا (بولندا) بالإضافة إلى أراض واسعة من أكرانيا الحالية، كما اتفقت النمسا على هدنة مع الخلافة العثمانية تدوم ل25 سنة.
مما يجدر بالذكر أنه بعد كارلوفتس لم تعد هناك أي دولة تدفع جزية للدولة العثمانية وبدا واضحا وقوف الدول الأوروبية معا في وجه الدولة العثمانية واستعدادهم لتقسيمها فيما عرف بعد ذلك بالمسألة الشرقية.

## التراجع العثماني
كانت كارلوفتس إحدى أقسى المعاهدات في تاريخ العثمانيين، واعتبرت سطورها السوداء بداية انحسار المد الإسلامي في أوروبا وبداية مرحلة التفكك في الدولة العثمانية، وكان من الأسباب التي أدت إلى كارلوفجة ضعف الوازع الديني عند المسلمين وبرود همتهم الجهادية واستمرار ثورات الانكشارية وتقاعسهم عن أداء واجبهم وتعاقب الحملات الصليبية واشتدادها، واتحاد القوى الأوروبية على دولة الخلافة الوحيدة فكانت الحروب تشتعل على ثلاث أو أربع جبهات في نفس الوقت. أضف إلى ذلك انتشار الفساد بين قيادات الدولة ووجود قيادات عديمة الكفاءة كل همها السرقة والنهب.
بذل الصدر الأعظم كل جهده في إصلاح الداخلية والجندية والمالية والتجديد لإعادة بناء الدولة إلى أن استقال حسين كوبريللى من الصدارة العظمى عام 1114 هـ وثارت الانكشارية على من خلفه واستبدل برامي محمد باشا الذي سار على خطى كوبريللي في الإصلاح وإبطال المنكر ومحاربة الرشوة والتضييق على المفسدين فثاروا عليه أيضًا وطلبوا من الخليفة أن يعزله فرفض. وكان الغضب واسعاً من السلطان وشيخ الإسلام فيض الله أفندى لأن الأخير إستأثر أقاربه بالمناصب العلمية والقضائية حتى لم يبق لغير عائلته مكاناً يرتقوا إليه. وكان كذلك أهل إسطنبول متبرمين من قضاء السلطان مصطفى معظم أوقاته في أدرنة على نهج أبيه السلطان محمد الرابع وتركه للعاصمة. على إثر ذلك تمرد صنف الانكشارية وذهب في جمع غفير من الأهالي إلى أدرنة وقتلوا شيخ الإسلام فيض الله أفندى. ثم طالبوا بعزل السلطان لعلمهم بأنه سيسعى للانتقام. فعزلوا الخليفة عام 1115 هـ وولوا أخاه أحمد الثالث مكانه وتوفي بعد أربعة أشهر وكان عند وفاته في التاسعة والثلاثين من عمره.